# Andarín Carvajal
Pour les articles homonymes, voir Carvajal.
Félix de la Caridad Carvajal y Soto, né le 18 mars 1875 et mort le 27 janvier 1949, et aussi appelé Andarín Carvajal est un facteur cubain et coureur de fond qui a notamment participé aux Jeux olympiques d'été de 1904, finissant quatrième du marathon.

## Carrière
Félix Carvajal est né à San Antonio de los Baños et vit dans la pauvreté toute sa vie avant sa mort à La Havane[réf. nécessaire]. Il est facteur mais réalise plusieurs démonstrations de course à Cuba, traversant notamment en intégralité l'île à pied, afin de financer son voyage pour les Jeux olympiques d'été de 1904 à St. Louis, Missouri.

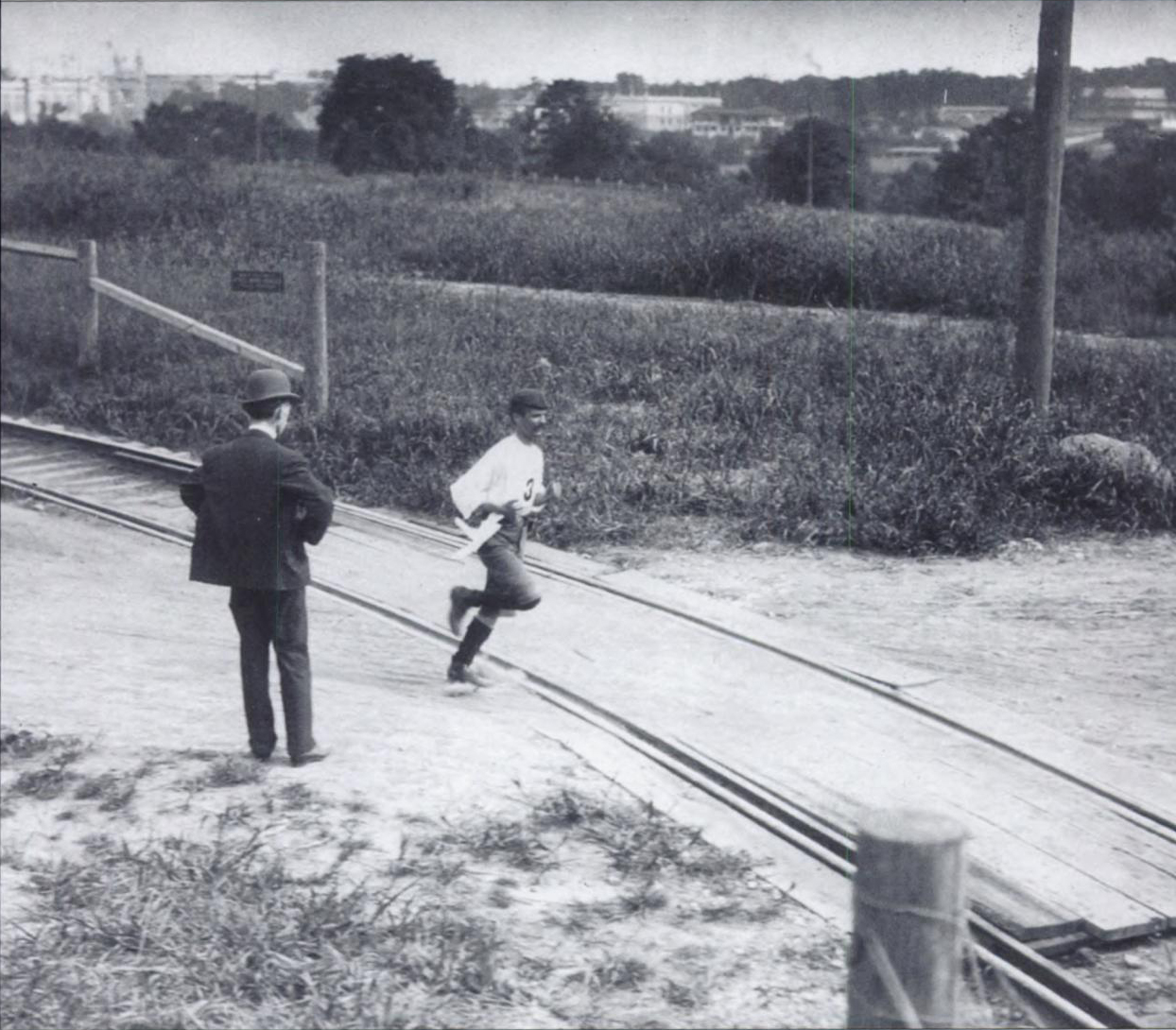
Félix Carvajal sur les routes poussiéreuses du marathon masculin aux Jeux olympiques de 1904.

Cependant, il perd tout son argent en jouant au craps à la Nouvelle-Orléans, en Louisiane, et est contraint de faire de l'auto-stop et de marcher le reste du chemin. Il arrive à la course vêtu de vêtements de ville et coupe à la hâte les jambes de son pantalon pour le faire ressembler davantage à un short. Carvajal se fait remarquer lors de la course en s'arrêtant pour discuter avec les spectateurs et en volant des pêches à la voiture d'un officiel. Plus tard dans la course, n'ayant pas mangé depuis deux jours, il rencontre un verger et décide de se restaurer avec des pommes. Cependant, celles-ci s'avèrent être pourries et il doit s'arrêter pour faire une sieste et récupérer. Malgré ces contretemps, Félix Carjaval finit quatrième.
Carvajal retourne à Saint-Louis l'année suivante pour participer au premier All-Western Marathon, où il termine troisième, en 3 h 44.
Carvajal est sélectionné pour représenter Cuba au marathon pour les jeux olympiques intercalaires de 1906 à Athènes, en Grèce, ses dépenses étant financées par le gouvernement cubain. Cependant, il disparaît après son atterrissage en Italie, et n'arrive jamais à Athènes. Il est pensé mort et sa nécrologie est publiée dans les journaux cubains, mais il retourne finalement à La Havane sur un bateau à vapeur espagnol. Il devient ensuite sportif professionnel et bat le coureur de fond américain Henry W. Shelton dans une course de six heures en 1907. Le 8 mai 1909, il participe à un marathon sur une piste de six tours par mile au Polo Grounds de New York avec un peloton international de douze autres coureurs de marathon professionnels, le plus notable étant Dorando Pietri. Carvajal est rapidement doublé par les leaders après avoir bouclé le premier mile en 5 min 2 s. La course est remportée par le français Henri St. Yves en 2 h 44 min 5 s. Carvajal termine, mais ne quitte jamais la dernière place.

## Postérité
Le livre en espagnol Félix Carvajal, corredor de maratón, de Bernardo José Mora, est écrit sur sa vie.
Un épisode de 1956 de Telephone Time intitulé Felix the Fourth met en vedette Pedro Gonzalez Gonzalez dans le rôle-titre.